# AnnenMayKantereit
AnnenMayKantereit (abbreviato AMK) è un gruppo musicale tedesco formatosi nel 2011. Il gruppo canta principalmente in tedesco, ma il loro repertorio musicale conta diversi brani in lingua inglese e uno in lingua italiana. La caratteristica principale del gruppo è la particolare voce del cantante Henning May.

## Storia
Il progetto musicale, nato dai tre membri fondatori, i quali cognomi formano il nome della band, è nato quando, durante il loro percorso scolastico al liceo Schiller a Sulz, Cristopher Annen, Severin Kantereit ed Henning May si incontrarono e decisero di formare un gruppo, il tutto nel 2011. Agli albori si esibirono come musicisti di strada a Colonia. Durante una performance si è unito il suonatore di contrabbasso Lars Lögernig. Nel 2013 pubblicarono il loro primo album, pubblicato al "Gebäude 9" a Colonia. L'album in questione è stato in parte registrato per strada, perciò non è più disponibile. Hanno un loro canale YouTube dove pubblicano i loro brani. Malte Huck è stato il loro bassista fino all'agosto 2014.
Dopo la pubblicazione del video musicale "Wohin du gehst", la band è andata in tour in Germania nell'estate del 2014, nella quale la band ha suonato in alcuni dei più grandi festival tra cui l'"Appletree Garden Festival", l'"Open Flair" ed il "Reeperbahn Festival". Nell'autunno dello stesso anno hanno suonato in molti concerti come band d'apertura dei Beatsteaks e come band d'accompagnamento dello "Stadtrandlicher Tour" di Clueso come band ospite. Il programma giovanile ARD li ha scelti come finalisti del premio New Music Award nel 2014.
Con la canzone "Oft Gefragt" gli AnnenMayKantereit sono apparsi nel programma-late show tedesco Circus HalliGalli. Dall'inizio del 2015 hanno indetto un altro tour. Henning May è inoltre l'autore e l'esecutore del ritornello nel brano del gruppo hip-hop K.I.Z., "Hurra die Welt Gehet Unter", pubblicato nell'omonimo album dello stesso gruppo.
Nell'autunno del 2015, la band firmò un contratto discografico con la Universal. Insieme a Mosè Schneider hanno registrato l'EP negli Hansa Studios di Berlino, pubblicato il 16 ottobre 2015 dall'etichetta Vertigo Berlin.
Nel febbraio 2016 gli Annenmaykantereit hanno pubblicato il singolo "Pocahontas", estratto dall'album "Alles Nix Konkretes", pubblicato dalla Universal il 18 marzo dello stesso anno. La band ha suonato in numerosi concerti all'aperto, quali il Festival dell'Estate 2016 (Festivalsommers 2016), l'Hurricane Festival e l'Highfield Festival.
Nell'episodio "Böser Boden" della serie della TV "Tatort" (di prima radiodiffusione il 26 novembre, 2017), la band ha fatto una comparsa con la canzone "Oft Gefragt".
Il loro terzo (secondo, senza contare l'EP "Wird Schon Irgendwie Gehen") album, Schlagschatten, è stato pubblicato il 7 dicembre 2018.

## Discografia
Album
| Anno | Titolo Etichetta Discografica      | Massima posizione nelle classifiche musicali | Massima posizione nelle classifiche musicali | Massima posizione nelle classifiche musicali | Altro                                                  |
| Anno | Titolo Etichetta Discografica      | Germania                                     | Austria                                      | Svizzera                                     | Altro                                                  |
| ---- | ---------------------------------- | -------------------------------------------- | -------------------------------------------- | -------------------------------------------- | ------------------------------------------------------ |
| 2013 | AMK                                | —                                            | —                                            | —                                            | Produzione fine a de stessa, mai pubblicato            |
| 2016 | Alles nix Konkretes Vertigo Berlin | 1 (… settimane.)                             | 1 (33 settimane.)                            | 6 (24 settimane.)                            | Prima pubblicazione: 18. marzo 2016 Vendite: + 300.000 |
| 2018 | Schlagschatten Vertigo Berlin      | 2 (… settimane.)                             | 3 (… settimane.)                             | 10 (… settimane.)                            | Prima pubblicazione: 7 dicembre 2018                   |

### EP
| Anno | Titolo Etichetta Discografica             | Posizione più alta in classifica | Posizione più alta in classifica | Posizione più alta in classifica | Note |
| Anno | Titolo Etichetta Discografica             | Germania                         | Austria                          | Svizzera                         | Note |
| ---- | ----------------------------------------- | -------------------------------- | -------------------------------- | -------------------------------- | ---- |
| 2015 | Wird schon irgendwie gehen Vertigo Berlin | 33 (16 settimane.)               | --                               | --                               | --   |

### Singoli
| Anno | Titolo dell'Album                      | Posizione più alta nelle classifiche | Posizione più alta nelle classifiche | Posizione più alta nelle classifiche | Note                                                              |
| Anno | Titolo dell'Album                      | Germania                             | Austria                              | Svizzera                             | Note                                                              |
| ---- | -------------------------------------- | ------------------------------------ | ------------------------------------ | ------------------------------------ | ----------------------------------------------------------------- |
| 2016 | Oft gefragt Wird schon irgendwie gehen | 18 (28 Wo.)                          | 36 (18 settimane.)                   | —                                    | Prima pubblicazione: 3. febbraio 2016 Acquistato: + 400.000 volte |
| 2016 | Pocahontas Alles nix Konkretes         | 31 (14 settimane.)                   | 63 (2 settimane.)                    | —                                    | Prima pubblicazione: 5. febbraio 2016 Acquistato: + 200.000 volte |
| 2016 | Barfuß am Klavier Alles nix Konkretes  | 51 (2 settimane.)                    | —                                    | —                                    | Prima pubblicazione: 18. marzo 2016                               |
| 2018 | Marie Schlagschatten                   | 62 (3 settimane.)                    | 67 (1 settimane.)                    | —                                    | Prima pubblicazione: 21. settembre 2018                           |
| 2018 | Schon krass Schlagschatten             | 98 (1 settimana.)                    | —                                    | —                                    | Prima pubblicazione: 19. ottobre 2018                             |

## Riconoscimenti
- 2015: Kulturpreis der Sparkassen-Kulturstiftung Rheinland (Förderpreis auf Vorschlag von Wolfgang Niedecken)
- 2015: Deutscher Webvideopreis nella categoria Music Video
- 2017: Echo nella categoria Newcomer National
- 2017: Echo nella categoria Band Pop National

### Nomine
- 2015: 1LIVE Krone nella categoria Bester Live-Act
- 2016: 1LIVE Krone nella categoria Beste Band
- 2016: 1LIVE Krone nella categoria Bester Live-Act
- 2017: Goldene Kamera Digital Award nella categoria #MusicAct